# Manuel Muñoz Rodríguez
Manuel Muñoz Rodríguez fue un director y guionista mexicano.
Empezó trabajando como script clerk y asistente de dirección en cintas como Humo en los ojos de 1946, Albur de amor de 1947, Perdida de 1949, entre otras. Su debut como cineasta se dio hasta el año de 1949 cuando realiza su primera cinta, titulada "Bendita seas", la cual esta catalogada como cine experimental.
Estuvo colaborando por un período de tiempo con los Estudios América, es ahí donde dirige cintas como Chucho el Roto en 1959, El Norteño en 1960, El asesino enmascarado en 1961 y Las Chivas Rayadas en 1962. Ese mismo año se encarga de adaptar para la pantalla grande María Pistolas y el guion de El Corrido de María Pistolas, ambas dirigidas por René Cardona.
En el año de 1970 tuvo la oportunidad de participar como asistente de dirección en la cinta estadounidense Two Mules for Sister Sara. Ese mismo año fungió como codirector técnico en la cinta Juventud desnuda.
Después de esto el resto de su trabajo se enfocaría a la asistencia de dirección. Regresaría a la dirección hasta 1983 con Mercenarios de la muerte. La última cinta extranjera en la que colaboró fue Under the Volcano, la cual se estrenó en 1984.